# 미야마 카렌
미야마 카렌(일본어: 美山 加恋 미야마 가렌[*], 1996년 12월 12일~)은 일본의 배우이다. 도쿄도에서 태어났다. 소속사는 호리프로이다.

## 인물
취미는 만화•애니메이션 감상이고 특기는 과자만들기, 훌라 댄스, 한국어다.

## 출연

### 드라마
- 《가오》 제3화 (2003)
- 《스탠드 업》 (2003)
- 《나와 그녀와 그녀의 사는 길》 (2004)
- 《핫 맨 2》 (2004)
- 《순정 반짝》 (2006)
- 《드라마 마루마루 치비 마루코짱》 (2006) 호나미 다마에 역
- 《모래시계》 (2007)
- 《스완의 바보》 (2007)
- 《몹걸》 제1화·최종화 (2007) 주인공의 어린 시절
- 《캣 스트릿》 (2008)
- 《아이리스》 (2009) 유키 역
- 《라면을 너무 좋아하는 코이즈미씨》 (2015) 오오자와 유 역

### 영화
- 《지금, 만나러 갑니다》 (2004년) 아야 역
- 《아이리스: 더 무비》 (2010년) 유키 역

### 애니메이션
- 《엔드라이드》 - 알리시아
- 《키라키라☆프리큐어 아라모드》- 우사미 이치카/큐어 휩
- 《아이카츠 프렌즈!》- 쵸노 마이카

### 극장판 애니메이션
- 거울 속 외딴 성 - 미오
- 나루토 극장판 : 대활극 설희인법첩 - 어린 카제바나 코유키
- 모모와 다락방의 수상한 요괴들 - 미야우라 모모
- 프리큐어 드림 스타즈! - 우사미 이치카/큐어 휘프